# Scelorchilus
A Scelorchilus a madarak osztályának verébalakúak (Passeriformes) rendjébe és a fedettcsőrűfélék (Rhinocryptidae) családjába tartozó nem.

## Rendszerezésük
A nemet Harry Church Oberholser amerikai ornitológus írta le 1923-ban, az alábbi 2 faj tartozik ide:
- fehérbegyű tapakúló (Scelorchilus albicollis)
- vörösbegyű tapakúló (Scelorchilus rubecula)

## Előfordulásuk
Dél-Amerika déli részén honosak. Természetes élőhelyeik a mérsékelt övi erdők és cserjések.

## Megjelenésük
Testhosszuk 19 centiméter körüli.